# Шарик (художник)
Ша́рик — анонімний вуличний художник із Сімферополя. 

## Творчість
Роботи Шарика здебільшого мають соціальний зміст. Через це, а також через схожість технічної манери, зокрема використання трафаретів, художника називають «українським Бенксі» чи «кримським Бенксі». Шарик за освітою художник-графік, детальніша інформація про нього невідома. Походження свого псевдоніму пояснює так «назвав себе „Шариком“, бо це щось несерйозне, тимчасове і веселе»[джерело?].